# 那珂郡 (埼玉県)
- 令制国一覧 > 東海道 > 武蔵国 > 那珂郡
- 日本 > 関東地方 > 埼玉県 > 那珂郡

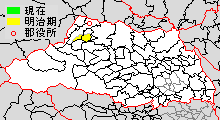
埼玉県那珂郡の範囲

那珂郡（なかぐん、なかのこおり）は、7世紀から1896年まで武蔵国・埼玉県にあった郡である。

## 郡域
現在の行政区画では概ね以下の区域に相当する。
- 本庄市（児玉町秋山、児玉町小平）
- 児玉郡美里町（大字広木、駒衣、中里、古郡、甘粕、木部、白石、猪俣、円良田）

## 歴史
7世紀に仲評が置かれた。「无耶志国仲評里中里」から送られたフナについて記した木簡が飛鳥京跡で出土している。「无耶志」は武蔵の古い表記である。この評が大宝元年（701年）に郡に改称した。
郡衙の所在地は、美里町古郡（ふるごおり）と推定される。勤務した官人の居宅と目されるのが、「中」の焼き印や倉庫の鍵などが出土した、付近の北坂（きたさか）遺跡である。
かつては那賀郡とも表記した。

### 近代以降の沿革
- 「旧高旧領取調帳」に記載されている明治初年時点での支配は以下の通り。●は村内に寺社領が存在。幕府領は木村飛騨守支配所（関東在方掛）が管轄。（11村）

| 知行         | 知行               | 村数 | 村名                                                     |
| ------------ | ------------------ | ---- | -------------------------------------------------------- |
| 幕府領       | 旗本領             | 7村  | ●広木村、●白石郷、猪俣村、中里村、甘粕村、古郡村、駒衣村 |
| 幕府領       | 幕府領・旗本領     | 1村  | 円良田村                                                 |
| 幕府領・藩領 | 幕府領・上野前橋藩 | 1村  | 秋山村                                                   |
| 幕府領・藩領 | 旗本領・前橋藩     | 2村  | 小平村、木部村                                           |

- 慶応4年6月17日（1868年8月5日） – 関東在方掛の旧岩鼻陣屋に岩鼻県が設置され、幕府領・旗本領を管轄。
- 明治4年
  - 7月14日（1871年8月29日） - 廃藩置県により、藩領が前橋県となる。
  - 11月14日（1871年12月25日） - 第1次府県統合により、全域が入間県の管轄となる。
- 1873年（明治6年）6月15日 - 入間県が群馬県（第1期）と合併して熊谷県となる。
- 1876年（明治9年）8月21日 - 第2次府県統合により、熊谷県が武蔵国の管轄地域を埼玉県に合併して群馬県（第2期）に改称。当郡域は埼玉県の管轄となる。
- 1879年（明治12年）3月17日 - 郡区町村編制法の埼玉県での施行により、行政区画としての那珂郡が発足。児玉郡本庄宿に設置された児玉郡役所が管轄。

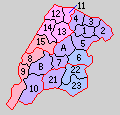
21.秋平村 22.松久村 23.大沢村（紫：本庄市 青：児玉郡美里町 1 - 10は児玉郡 11 - 15は賀美郡）

- 1889年（明治22年）4月1日 - 町村制の施行により、以下の村が発足。特記以外は全域が現・児玉郡美里町。（3村）
  - 秋平村 ← 秋山村、小平村（現・本庄市）
  - 松久村 ← 広木村、駒衣村、中里村、古郡村、甘粕村、木部村
  - 大沢村 ← 白石郷、猪俣村、円良田村
- 1896年（明治29年）4月1日 - 児玉郡・賀美郡・那珂郡の区域をもって、改めて児玉郡が発足。同日那珂郡廃止。

## 行政
児玉・加美・那珂郡長
| 代 | 氏名 | 就任年月日                | 退任年月日                | 備考                                   |
| -- | ---- | ------------------------- | ------------------------- | -------------------------------------- |
| 1  |      | 明治11年（1879年）3月17日 |                           |                                        |
|    |      |                           | 明治29年（1896年）3月31日 | 児玉郡・加美郡との合併により那珂郡廃止 |